# Katie Morgan
Sarah Lyn Crowley  aka Katie Morgan, född 17 mars 1980 i Los Angeles i Kalifornien, är en amerikansk porrskådespelare. Sedan 2001 har hon medverkat i över 100 pornografiska filmer, bland andra Girl Time och Teen Spirit.
Bland hennes motspelare märks bland andra Mr. Pete, Briana Banks, Mr. Marcus och Catalina.
Hon har också spelat i TV-serien Entourage.

## Priser
- 2009: AVN Award – Jenna Jameson Crossover Star of the Year
- 2013: AVN Hall of Fame Award[6]